# Liste der Staatsoberhäupter 886
Übersicht
◄◄ | ◄ | 882 | 883 | 884 | 885 | Liste der Staatsoberhäupter 886 | 887 | 888 | 889 | 890 | ► | ►►

Weitere Ereignisse

## Afrika
- Ägypten
  - Herrscher: Chumarawaih (884–896)
- Aghlabiden
  - Emir: Abū Ishāq Ibrāhīm II. (875–902)
- Idrisiden in Marokko
  - Imam: Yahya III. ibn al-Qasim (ca. 885–905)
- Rustamiden
  - Imam: Muhammad ibn Aflah (874–894)

## Asien
- Armenien
  - König: Aschot I. (884–890)

- Bagan
  - König: Pyinbya (874–906)

- Champa
  - König: Indravarman II. (854–898)

- China
  - Kaiser: Tang Xizong (873–888)

- Indien
  - Östliche Chalukya
    - König: Vijayaditya III. (849 – 892)

  - Chola
    - König: Athiththa (881–907)

  - Pala
    - König: Narayanapala (854–908)

  - Pallava
    - König: Aparajita (882–ca. 900)

  - Pandya
    - König: Parantaka Viranarayana (880–900)

  - Pratihara
    - König: Mahendrapala I. (885–908)

  - Rashtrakuta
    - König: Krishna II. Akalavarsha (878–914)

- Iran
  - Saffariden
    - Herrscher: Abu Hafs Amr (879–900)

  - Samaniden
    - Herrscher: Nasr I. (874–892)

- Japan
  - Kaiser: Kōkō (884–887)

- Khmer
  - König: Indravarman I. (877–890)

- Korea
  - Balhae
    - König: Myungjong Kyung (871–894)

  - Silla
    - König: Heongang (875–886)
    - König: Jeonggang (886–887)

- Kalifat der Muslime
  - Kalif: al-Mu'tamid (870–892)

- Mataram
  - König: Kayuwangi (850–898)

- Nanzhao
  - König: Meng Longshun (877–897)

- Tao-Klardschetien
  - Kuropalat: Gurgen I. (881–891)

## Europa
- Bulgarien
  - Khan: Boris I. (852–889)

- Byzantinisches Reich
  - Kaiser: Basileios I. (867–886)
  - Kaiser: Leo VI. (886–912)

- England
  - König: Alfred der Große (871–899)
  - Jórvík
    - König: Guthfrith I. (877–894)

  - Mercia
    - König: Ealdorman Æthelred (879–911)

- Westfrankenreich
  - König: Karl III. (885–888)
  - Maine
    - Graf: Gauzfried (865–886)
    - Graf: Roger (886–893)

  - Grafschaft Toulouse
    - Graf: Odo (885–919)

- Ostfrankenreich
  - Kaiser: Karl III. (876–887)
  - Böhmen
    - Herzog: Bořivoj I. (875–889)

  - Flandern
    - Graf: Balduin II. (879–918)

  - Sachsen
    - Herzog: Otto I. (880–912)

- Italien
  - Kirchenstaat
    - Papst: Stephan V. (885–891)

  - Neapel
    - Herzog: Athanasios (877–898)

  - Salerno
    - Fürst: Waimar I. (880–900)

  - Toskana
    - Herzog: Adalbert II. (884–915)

  - Venedig
    - Doge von Venedig: Giovanni II. Particiaco (881–887)

- Kiewer Rus
  - Großfürst: Oleg (879–912)

- Mährerreich
  - Fürst: Svatopluk I. (871–894)

- Norwegen
  - König: Harald I. (872–933)

- Raszien
  - Großžupan: Mutimir (860–890)

- Schottland
  - König: Eochaid (878–889) mit Giric

- Spanien
  - Asturien
    - König: Alfons III. (866–910)

  - Grafschaft Barcelona
    - Graf: Wilfried I. (878–897)

  - Emirat von Córdoba
    - Emir: Muhammad I. (852–886)
    - Emir: al-Mundhir (886–888)

  - Navarra
    - König: Fortún Garcés (882–905)

- Ungarn
  - Großfürst: Árpád (886–907)

- Wales
  - Gwynedd
    - Fürst: Anarawd ap Rhodri (878–916)

  - Powys
    - Fürst: Merfyn ap Rhodri (878–900)